# Фарг, Леон-Поль
Леон-Поль Фарг (фр. Léon-Paul Fargue; 4 марта 1876, Париж — 24 ноября 1947, там же) — французский поэт и прозаик из круга символистов.

## Биография
Учился в престижном парижском лицее Генриха IV вместе с Альфредом Жарри, среди их преподавателей был Малларме. Колебался в выборе между литературой, музыкой и живописью.
Принадлежал к столичным символистским кругам, был близок к издательству «Mercure de France», знаком с Анри де Ренье, Валери, Марселем Швобом, Полем Клоделем, Морисом Равелем, Дебюсси. С 1902 был членом литературно-художественного «Общества апашей», откуда его давняя и тесная дружба с Равелем, не раз писавшим музыку на его тексты. Был другом Адриенны Монье, постоянным посетителем её книжной лавки, где подружился с Жаном Кокто и Эриком Сати (Сати написал музыку на несколько текстов Фарга). В 1924 году Фарг основал вместе с Полем Валери и Валери Ларбо журнал «Коммерс», сблизился с сюрреалистами (Супо, Десносом), дружил с Мишо.
В 1943 году был поражён гемиплегией.
Похоронен на кладбище Монпарнас.

## Признание
В 1937 году Фарга избрали членом Академии Малларме. В 1946 он стал лауреатом Большой поэтической премии Парижа.

### Публикации на русском языке
- Гальки // Лившиц Б. От романтиков до сюрреалистов: Антология французской поэзии. Л.: Время, 1934, с.133
- [Стихи]// Западноевропейская поэзия XX века. М.: Художественная литература, 1977, с.548-549
- Сплин // Вадим Козовой. Французская поэзия: Антология. М.: Дом интеллектуальной книги, 2001, с.158
- Парижский прохожий // Аполлинер Гийом. Слоняясь по двум берегам. Фарг Леон-Поль. Парижский прохожий. СПб.: издательство Ивана Лимбаха, 2004